# Memecylon elongatum
Memecylon elongatum är en tvåhjärtbladig växtart som beskrevs av Elmer Drew Merrill. Memecylon elongatum ingår i släktet Memecylon och familjen Melastomataceae. Inga underarter finns listade i Catalogue of Life.